# 蒂斯馬

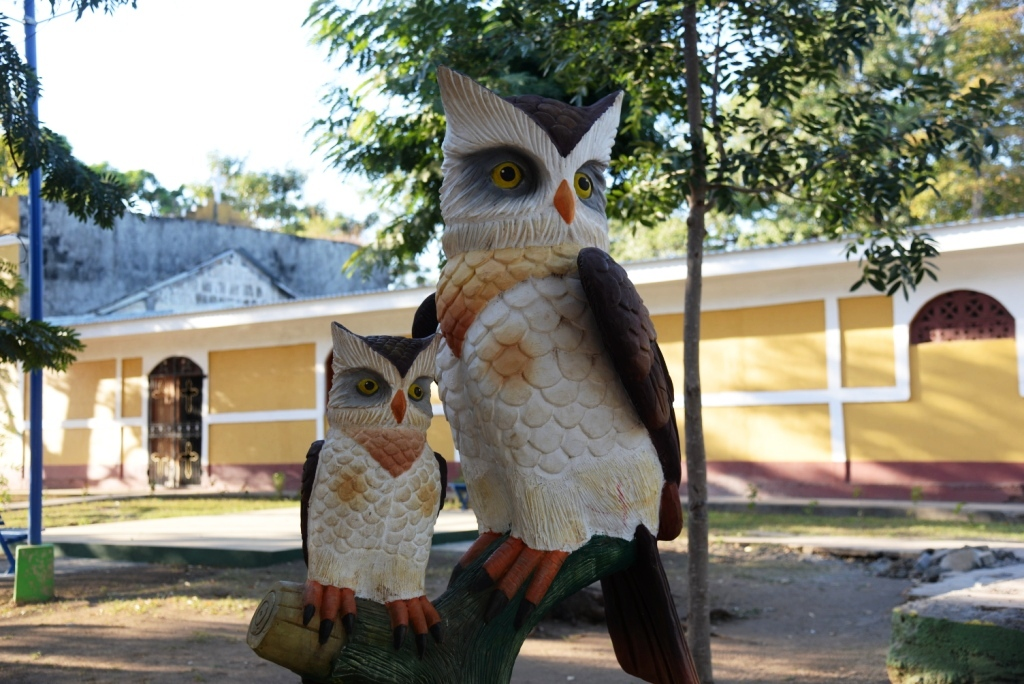
蒂斯馬

蒂斯馬（西班牙語：Tisma），是尼加拉瓜的城鎮，位於該國西部，由馬薩亞省負責管轄，始建於1883年，面積126平方公里，海拔高度49米，2005年人口10,681，人口密度每平方公里84.77人。
12°05′N 86°01′W / 12.083°N 86.017°W